# Cristobal de Morales
Pour les articles homonymes, voir Morales.
Œuvres principales
Officium defunctorum (Requiem pour Charles Quint, 1559)
Missa Mille Regretz
Cristóbal de Morales (né à Séville vers 1500 et mort à Marchena ou Malaga entre le 4 septembre et le 7 octobre 1553) est un compositeur et organiste espagnol de musique sacrée de la Renaissance.

## Biographie

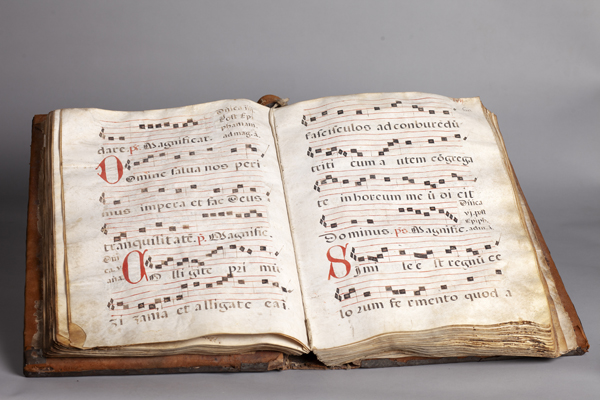
Messe de Cristóbal de Morales (Museo Parroquial, Pastrana)

Après des études classiques et musicales d'une grande rigueur, probablement « avec le maître de chapelle de la cathédrale de Séville, Pedro Fernandez de Castilleja » et « peut-être Peñalosa », ce qui le rapproche de cette génération de compositeurs et de l'écriture des maîtres de la fin du XVe siècle, il est organiste au service de la famille Borgia à partir de 1522. Il est en poste comme maître de chapelle, à partir de l'été 1526, à la Cathédrale d'Ávila, puis à Plasence vers septembre 1527 jusqu'en octobre 1531. Peu de renseignements nous sont parvenus sur lui entre 1532 et 1534, sinon qu'il aurait séjourné à Naples.
Il se rend à Rome en 1534 et, l'année suivante, est embauché comme baryton dans le chœur de la Chapelle Sixtine du Vatican. Il réside pendant dix ans dans la Ville aux sept collines, durant le pontificat du pape Paul III, « période relativement longue pendant laquelle il fera imprimer ses œuvres et jouira d'une faveur considérable auprès de ses mécènes et de ses collègues de la Chapelle Sixtine ». Néanmoins nostalgique de sa patrie, il obtient à deux reprises, en 1540 et 1545, la permission de séjourner pendant 10 mois en Espagne et, à l'expiration du deuxième séjour, il ne rentre pas en Italie.
Nommé maître de chapelle à la cathédrale de Tolède en 1545, il assume cette charge jusqu'au printemps de 1547 et a alors Francisco Guerrero comme élève. Il entre ensuite au service du duc d'Arcos, début « d'une période féconde pour le compositeur ».
Il occupe à la fin de 1551 un poste identique à la Cathédrale de l'Incarnation à Malaga. En septembre 1553, il est en lice pour obtenir de nouveau le poste de maître de chapelle à la cathédrale de Tolède, mais il meurt subitement avant le 7 octobre, à l'âge de 53 ans.
« La renommée de Morales est attestée par les nombreuses œuvres qui figurent dans des recueils collectifs de l'époque, éditées en Italie, en France, en Allemagne et aux Pays-Bas ».
À peu d'exception près, Morales a uniquement consacré son art à la musique sacrée. « Ses 25 messes — l'une des plus abondantes productions du temps - sont construites soit sur un cantus firmus d'un ténor liturgique, soit sur la paraphrase de thèmes liturgiques ou profanes employés dans les motets des compositeurs franco-flamands, dont la célèbre chanson Mille Regretz de Josquin des Prés » ou « celui de L'Homme armé (à deux reprises) ». « Son genre de prédilection, le motet — il en écrivit environ 70 — recourt fréquemment à l'ostinato ». Le contrepoint « est toujours soumis au texte liturgique et son langage conserve un caractère très espagnol, en particulier dans les motets pleins d'expression », notamment Lamantabatur Jacob et Jubilate Deo omnis terra.

## Œuvres

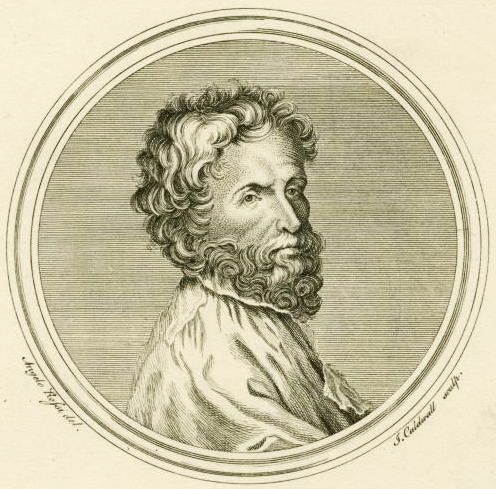
Portrait du compositeur par James Caldwall

### Les messes
25 messes, dont :
- Missarum Liber primus (Rome, 1544) [Premier livre de messes]
  - Missa Aspice Domine, à 4 voix
  - Missa Ave Maris Stella, à 4 voix
  - Missa De Beata Virgine, à 4 voix
  - Missa L'Homme armé, à 5 voix
  - Missa Mille Regretz, à 6 voix
  - Missa Quæramus cum pastoribus, à 5 voix
  - Missa Si bona suscepimus, à 6 voix
  - Missa Vulnerasti cor meum, à 4 voix

- Missarum Liber secundus (Rome, 1544) [Second livre de messes]
  - Missa Benedicta est regina cælorum, ou Missa Valenciana, à 4 voix
  - Missa De Beata Virgine, à 5 voix
  - Missa Gaude Barbara, à 4 voix
  - Missa L’homme armé, à 4 voix
  - Missa Pro defunctis, à 5 voix
  - Missa Quem dicunt homines, à 5 voix
  - Missa Tu es vas electionis, à 4 voix

- Autres messes :
  - Missa Ave Maria
  - Missa de Beata Virgine à 5 voix
  - Missa Caça
  - Missa Cortilla
  - Missa Desilde al cavallero, à 4 voix
  - Missa Super ut ré mi fa sol la, à 4 voix
  - Missa Tristezas me matan, à 5 voix

- Messes des morts (Requiem)
  - Officium defunctorum, à 4 voix (vers 1526–1528)
  - Officium defunctorum (Office des défunts) (1554, qui fut reprise pour les « Celebrado en México en noviembre 1559 para commemorar la muerte de Carlos  V » (Charles Quint, mort en 1558)

### LesMagnificat
16 Magnificat, dont :
- Magnificat anima mea. Primi toni (Magnificat du premier ton d'église)
- Magnificat anima mea. Secundi toni
- Magnificat anima mea. Terti toni
- Magnificat anima mea. Quarti toni
- Magnificat anima mea. Quinti toni
- Magnificat Et exultavit. Primi Toni
- Magnificat Et exultavit. Secundi toni
- Magnificat Et exultavit. Terti toni
- Magnificat Et exultavit. Quarti toni
- Magnificat Et exultavit. Quinti toni

### Les motets
Environ 70 motets, dont :
- Ad tantæ nativitatis
- Andreas Christi famulus
- Antequam comedam suspiro
- Apostole Christi Jacobe
- Asperges me, Domine
- Ave, Domine Jesu Christe
- Ave maris stella
- Beati omnes qui timent Dominum
- Circumdederunt me gemitus mortis
- Clamabat autem mulier Chananea
- Cum Natus Esset Jesus
- Domine Deus, Agnus Dei
- Ecce virgo concipiet
- Emendemus in melius
- Exaltata est sancta Dei Genetrix
- Felix per omnes
- Gaude et lætare Ferrariensis civitas
- Gloria laus et honor
- Et incarnus est
- Immutemur habitu
- In diebus illis
- In illo tempore assumpsit Jesus Duodecim
- In illo tempore cum turba plurima
- In illo tempore. Stabant
- Inclina Domine aurem tuam
- Inter natos mulierum
- Inter vestibulum et altare
- Jam Christus astra ascenderat
- Jubilate Deo omnis terra
- Lamentabatur Jacob
- Manus tuæ Domine
- Missus est Gabriel
- Monstra te esse
- Nova resultent gaudia
- Nunc dimittis
- O Crux, ave, spes unic
- O sacrum convivium
- Per tuam crucem
- Puer natus est
- Quanti mercenarii
- Qui consolabatur me
- Regina cœli à 4 voix
- Regina cœli à 5 voix
- Regina cœli à 6 voix
- Sacris solemniis
- Sacerdos et Pontifex
- Salva nos, stella maris
- Sancta Maria, succure miseris
- Simile est regnum cælorum
- Spem in alium numquam habui
- Tu es Petrus
- Urbs beata Jerusalem
- Vae Babylon civitas magna
- Veni, Domine, et noli tardare
- Veni redemptor gentium
- Verbum iniquum et dolosum
- Versa est in luctum
- Vidi aquam
- Vigilate et orate

### Les lamentations
- Lamentations pour le Samedi saint, copiées dans un manuscrit du Vatican en 1543, publiées à Venise en 1564, par Gardane, sous le titre : Lamentationi di Morales (attribution douteuse)

### Les hymnes
- Ave Maria gratia plena
- Ave Regina Cælorum
- Salve Regina

## Discographie
- Officium defunctorum - Missa pro Defunctis, La Capella Reial de Catalunya, Hespèrion XX, Jordi Savall (1993, Astrée/Naïve ES 9926 — réédition dans le coffret de 3 CD Maestros del Siglo de Oro, AliaVox, 2009)
- Mass for the Feast of St. Isidore of Seville (Missa mille regretz), Gabrieli Consort & Players, dir. Paul McCreesh (1996, Archiv 474 228-2 (1996)
- Requiem - Music for Philip II, Gabrieli Consort & Players, dir. Paul McCreesh (1998, Archiv 457 597-2)
- Parce Mihi Domine, dans le CD Officium, Jan Garbarek, The Hilliard Ensemble (1999, ECM 1525)
- Missa Si bona suscepimus, The Tallis Scholars, dir. Peter Phillips (2000, Gimell CDGIM 033)
- Canticum Canticorum - Spanish Polyphonic Settings from Song to Songs - Missa Vulnerasti cor meum, Orchestra of the Renaissance, Richard Cheetham, Michael Noone (2000, Glossa)
- Requiem - Lamentabur Jacob, Musica Ficta, dir. Raul Mallavibarrena (2000, Enchiriadis ; rééd. Cantus, 2014)
- Assumption Mass - Missa Bebedicta est Regina Cælorum, Orchestra of the Renaissance, Richard Cheetham, Michael Noone (2001, Glossa)
- Office des Ténèbres (Sabbato sancto et Office de laudes), Ensemble Doulce mémoire, dir. Denis Raisin Dadre (2002, Astrée/Naïve E 8878)
- Missa Vulnerasti cor meum. – Canticum Canticorum. Orchestra of the Renaissance, Richard Cheetham, Michael Noone (2005, Glossa GCD C81403)
- Magnificat. Motets. Lamentations., The Brabant Ensemble, dir. Stephen Rice (2008, Hyperion)
- Le motet O Crux, ave, spes unica, dans le CD Passion & Resurrection: Music Inspired by Holy Week, Stile Antico (2012, Harmonia Mundi)
- O magnum mysterium, Weser-Renaissance, dir. Manfred Cordes (2013, CPO)
- Motet Jubilate Deo omnis terra, dans le CD From the Imperial Court : Music for the House of Hapsburg, Stile Antico (2014, Harmonia Mundi)

## Sources
- Françoise Ferrand (dir.), Guide de la musique de la renaissance, Paris, Fayard, coll. « Les indispensables de la musique », 2011, 1235 p. (ISBN 2-213-60638-2, OCLC 779690643, BNF 42553838), p. 1163–1164
- Marc Honegger, « Morales, Cristóbal de », dans Dictionnaire de la musique : Les hommes et leurs œuvres, Éditions Bordas, coll. « Science de la Musique », 1979, XV-597 p., Tome II (L-Z) (ISBN 2-04-010721-5, OCLC 79735642), p. 753–754.
- Cristina Diego Pacheco, Cristóbal de Morales en Espagne : ses premières œuvres et le manuscrit de Valladolid, collection Symétrie Recherche, série Anciens & Modernes, Lyon : Symétrie, 2015, 304 p.  (ISBN 978-2-914373-92-0)